# Radosław Kawęcki
Radosław Kawęcki (Głogów, 16 augustus 1991) is een Poolse zwemmer. Hij vertegenwoordigde zijn vaderland op de Olympische Zomerspelen 2012 in Londen.

## Carrière
Bij zijn internationale debuut, op de Europese kampioenschappen kortebaanzwemmen 2008 in Rijeka, strandde Kawęcki in de series van de 50, 100 en 200 meter rugslag. Samen met Piotr Jachowicz, Marcin Babuchowski en Jakub Jasinski werd hij uitgeschakeld in de series van de 4x50 meter wisselslag. 
Tijdens de wereldkampioenschappen zwemmen 2009 in de Italiaanse hoofdstad Rome eindigde de Pool als zevende op de 200 meter rugslag, op de 50 en de 100 meter rugslag strandde hij in de series. Op de Europese kampioenschappen kortebaanzwemmen 2009 in Istanboel veroverde Kawęcki de zilveren medaille op de 200 meter rugslag en eindigde hij als vierde op de 100 meter rugslag, op de 50 meter rugslag werd hij uitgeschakeld in de halve finales.
In Boedapest nam de Pool deel aan de Europese kampioenschappen zwemmen 2010, op dit toernooi eindigde hij als vierde op de 200 meter rugslag en strandde hij in de series van de 50 en de 100 meter rugslag. Op de 4x100 meter wisselslag eindigde hij samen met Sławomir Wolniak, Paweł Korzeniowski en Konrad Czerniak op de zesde plaats. Tijdens de wereldkampioenschappen kortebaanzwemmen 2010 in Dubai eindigde Kawęcki als zesde op de 200 meter rugslag, op zowel de 50 als de 100 meter rugslag werd hij uitgeschakeld in de series.
Op de wereldkampioenschappen zwemmen 2011 in Shanghai eindigde de Pool als vijfde op de 200 meter rugslag, op de 100 meter rugslag strandde hij in de series. Samen met Dawid Szulich, Paweł Korzeniowski en Konrad Czerniak zwom hij in de series van de 4x100 meter wisselslag, in de finale eindigden Szulich, Korzeniowski en Czerniak samen met Marcin Tarczynski op de achtste plaats. In Szczecin nam Kawęcki deel aan de Europese kampioenschappen kortebaanzwemmen 2011, op dit toernooi werd hij Europees kampioen op zowel de 100 als de 200 meter rugslag.
Tijdens de Europese kampioenschappen zwemmen 2012 in Debrecen veroverde Kawęcki de Europese titel op de 200 meter rugslag. Samen met Dawid Szulich, Michal Poprawa en Filip Wypych werd hij uitgeschakeld in de series van de 4x100 meter wisselslag. Op de Olympische Zomerspelen van 2012 in Londen eindigde de Pool als vierde op de 200 meter rugslag, op de 4x100 meter wisselslag strandde hij samen met Dawid Szulich, Paweł Korzeniowski en Kacper Majchrzak in de series. In Chartres nam Kawęcki deel aan de Europese kampioenschappen kortebaanzwemmen 2012. Op dit toernooi prolongeerde hij zijn Europese titel op de 200 meter rugslag. Tijdens de wereldkampioenschappen kortebaanzwemmen 2012 in Istanboel werd de Pool wereldkampioen op de 200 meter rugslag, daarnaast eindigde hij als zesde op de 100 meter rugslag en werd hij uitgeschakeld in de series van de 50 meter rugslag.

### 2013-heden
Op de wereldkampioenschappen zwemmen 2013 in Barcelona sleepte Kawęcki de zilveren medaille in de wacht op de 200 meter rugslag, op de 100 meter rugslag strandde hij in de halve finales. Samen met Dawid Szulich, Paweł Korzeniowski en Konrad Czerniak werd hij gediskwalificeerd in de series van de 4x100 meter wisselslag. In Herning nam de Pool deel aan de Europese kampioenschappen kortebaanzwemmen 2013. Op dit toernooi werd hij voor de derde maal op rij Europees kampioen op de 200 meter rugslag, op de 50 meter rugslag werd hij uitgeschakeld in de series.
Tijdens de Europese kampioenschappen zwemmen 2014 in Berlijn prolongeerde Kawęcki zijn Europese titel op de 200 meter rugslag, daarnaast strandde hij in de halve finales van de 100 meter rugslag. Op de 4x100 meter wisselslag eindigde hij samen met Mikolaj Machnik, Paweł Korzeniowski en Konrad Czerniak op de zesde plaats. Op de wereldkampioenschappen kortebaanzwemmen 2014 in Doha prolongeerde de Pool zijn wereldtitel op de 200 meter rugslag, op de 100 meter rugslag legde hij beslag op de zilveren medaille.
In Kazan nam Kawęcki deel aan de wereldkampioenschappen zwemmen 2015. Op dit toernooi veroverde hij de zilveren medaille op de 200 meter rugslag, op de 100 meter rugslag werd hij uitgeschakeld in de series. Samen met Marcin Stolarski, Paweł Korzeniowski en Konrad Czerniak eindigde hij als achtste op de 4x100 meter wisselslag. Tijdens de Europese kampioenschappen kortebaanzwemmen 2015 in Netanja werd Kawęcki Europees kampioen op zowel de 100 meter als de 200 meter rugslag. 
Op de Europese kampioenschappen zwemmen 2016 in Londen won Kawęcki de Europese titel op de 200 meter rugslag.

## Internationale toernooien
| Jaar | Olympische Spelen                     | WK langebaan                                                                       | WK kortebaan                                     | EK langebaan                                                          | EK kortebaan                                                           |
| ---- | ------------------------------------- | ---------------------------------------------------------------------------------- | ------------------------------------------------ | --------------------------------------------------------------------- | ---------------------------------------------------------------------- |
| 2008 | geen deelname                         |                                                                                    | geen deelname                                    | geen deelname                                                         | 19e 50m rugslag 20e 100m rugslag 23e 200m rugslag 16e 4x50m wisselslag |
| 2009 |                                       | 41e 50m rugslag 26e 100m rugslag 7e 200m rugslag                                   |                                                  |                                                                       | 15e 50m rugslag · 4e 100m rugslag · 200m rugslag                       |
| 2010 |                                       |                                                                                    | 23e 50m rugslag 19e 100m rugslag 6e 200m rugslag | 25e 50m rugslag 26e 100m rugslag 4e 200m rugslag 6e 4x100m wisselslag | geen deelname                                                          |
| 2011 |                                       | 28e 100m rugslag 5e 200m rugslag 8e 4x100m wisselslag Kawęcki zwom enkel de series |                                                  |                                                                       | 100m rugslag · 200m rugslag                                            |
| 2012 | 4e 200m rugslag 16e 4x100m wisselslag |                                                                                    | 18e 50m rugslag · 6e 100m rugslag · 200m rugslag | 200m rugslag · 10e 4x100m wisselslag                                  | 200m rugslag                                                           |
| 2013 |                                       | 9e 100m rugslag · 200m rugslag · DQ 4x100m wisselslag                              |                                                  |                                                                       | 12e 50m rugslag · serie 100m rugslag · 200m rugslag                    |
| 2014 |                                       |                                                                                    | 100m rugslag · 200m rugslag                      | 10e 100m rugslag · 200m rugslag · 6e 4x100m wisselslag                |                                                                        |
| 2015 |                                       | 18e 100m rugslag · 200m rugslag · 8e 4x100m wisselslag                             |                                                  |                                                                       | 100m rugslag · 200m rugslag                                            |
| 2016 | 5-21 augustus 2016                    |                                                                                    | 7-11 december 2016                               | 11e 100m rugslag · 200m rugslag                                       |                                                                        |

## Persoonlijke records
Bijgewerkt tot en met 8 juni 2016
Kortebaan
| Afstand      | Tijd    | Datum            | Plaats |
| ------------ | ------- | ---------------- | ------ |
| 50m rugslag  | 23,28   | 18 december 2015 | Lublin |
| 100m rugslag | 49,23   | 20 december 2015 | Lublin |
| 200m rugslag | 1.47,38 | 7 december 2014  | Doha   |

Langebaan
| Afstand      | Tijd    | Datum           | Plaats                  |
| ------------ | ------- | --------------- | ----------------------- |
| 50m rugslag  | 25,52   | 23 mei 2009     | Ostrowiec Świętokrzyski |
| 100m rugslag | 53,82   | 29 juli 2013    | Barcelona               |
| 200m rugslag | 1.54,24 | 2 augustus 2013 | Barcelona               |